# Kopiband
Et kopiband, eller et coverband, er et band, som udelukkende spiller musik som andre musikere tidligere har indspillet. 
I underholdningsbranchen lever mange bands og musikere af at spille deres egne versioner af kendte hits. De fleste dansebands og festmusikere er således gode eksempler på kopibands, der optræder med deres egne versioner af andres store hits. Sweethearts er et kendt eksempel på et dansk kopiband, og på den internationale scene er Smokie et godt eksempel på et kopiband, der er blevet anerkendt for deres versioner af andres musik.
I den rytmiske musikverden er det udbredt, også blandt store internationale kende bands og sangere, at indspille versioner af andre kunstneres originalindspilninger. At tage gamle hits og give dem en mere nutidig tolkning er ligeledes et helt almindeligt fænomen. Dette gør dog ikke bandet til et kopiband, så længe størstedelen af musikken er original. For at være et kopiband skal al - eller næsten al musikken være kopier af andres musik. 
I den klassiske verden er kopimusik en helt almindelig praksis. Alle store orkestre spiller værker som tidligere er opført og indspillet. Her betragtes dirigenten som afgørende for tolkningen af de klassiske værker, og ordet "kopiband" er ikke en betegnelse der normalt bruges i klassisk musik, selv om det i realiteten er dækkende for den praksis der udøves.
| Musikgruppe | Spire Denne artikel om en musikgruppe er en spire som bør udbygges. Du er velkommen til at hjælpe Wikipedia ved at udvide den. |